# Victor M. Ordoñez Fides
Victor „Vic“ M. Ordoñez Fides (* 21. Juli 1944 in Manila, Commonwealth der Philippinen; † 4. Mai 2009 in Makati City, Metro Manila) war ein philippinischer Politiker, Schauspieler und Filmproduzent.

## Leben
Ordoñez besuchte ab 1961 die Universität De La Salle in seiner Geburtsstadt Manila, wo er seinen Bachelor of Arts erlangte. Er verließ die Universität 1970 mit dem Master of Arts. Parallel dazu besuchte er die Päpstliche und Königliche Universität des heiligen Thomas von Aquin in Manila, wo er von 1962 bis 1970 studierte und seinen Doktortitel in Philosophie erlangte. Für ein Jahr studierte er an der University of Wisconsin–Madison Bildungsmanagement. Von 1974 bis 1977 lehrte er an der Universität De La Salle.
Er erlangte sieben akademische Grade, vier summa cum laude, eine magna cum laude und eine cum laude. Anfang 2009 verlieh ihm die Universität De La Salle die Ehrendoktorwürde der Geisteswissenschaften für seine herausragenden Leistungen in Bildung, Management und Kunst.
Er sprach fließend Englisch, Französisch und Spanisch. Ordoñez verstarb im Alter von 64 Jahren.

## Karriere in der Filmindustrie
Er debütierte 1978 in Treibjagd auf Liebeshexen als Schauspieler. Es folgten Nebenrollen 1984 in Working Girls und Baby Tsina. Im selben Jahr war er Produzent des Films Alley Cat. 1985 war er in Sloane – Die Gewalt im Nacken in der Rolle des Sal Anaya zu sehen. Im selben Jahr folgte die Rolle des Major Quirino in Die 9 Leben der Ninja. Im Folgejahr in H.A.R.T – Spezialeinheit 500 und 1987 in Kid, huwag kang susuko übernahm er jeweils Nebenrollen. Ab demselben Jahr war er an den Filmen Boone – Ein Schurke unter Schurken und Kommando Tigershark als Produzent beteiligt.
Als Schauspieler wurden an ihm sein Charme und seine Galanterie geschätzt, die er nahtlos auf die von ihm verkörperten Charaktere übertragen konnte. Darüber hinaus erhielt er recht bald den Status eines Frauenhelden, zum Neid einiger seiner Berufskollegen.

## Karriere in der Politik
Ordoñez kritisierte die Politik von Ferdinand Marcos. Von 1986 bis 1990 war Ordoñez Staatssekretär für Bildung, Kultur und Sport. In dieser Funktion strebte er eine landesweite Überarbeitung des Bildungssystems auf den Philippinen an und galt als Reformer. Während der Regierungszeit von Joseph Estrada und Gloria Macapagal-Arroyo prangerte er das unverhohleene Wiederaufleben vieler schlechter Praktiken der Ära Marcos an. Ordoñez wusste, das die von ihm geplanten Änderungen viel Zeit benötigten, ehe sie greifen würden. Seine politischen Ideen waren klar langfristig konzipiert. Er bekämpfte den Analphabetismus.
1990 ging er zur UNESCO. Für die UNESCO rief er das Projekt Education for All ins Leben, dessen Direktor er wurde. Als Koordinator des E-9-Projekts, das so genannt wurde, weil sich das Projekt in neun der  bevölkerungsreichen Ländern befand, in denen 63 % der nicht zur Schule gehenden Kinder der Welt lebten, reiste er in verschiedene Länder und trug aktiv zur Gründung von neue Schulen bei. Später wurde er Direktor des UNESCO-Regionalbüros für Asien und den Pazifik. Dort war er verantwortlich für die Umsetzung massiver Alphabetisierungskampagnen und Strukturreformen in Ländern im Wandel zur Marktwirtschaft.
Als Senior Education Fellow am East-West Center auf Hawaii hat er in den letzten Jahren ein Programm für Bildungsadministratoren und politische Mitarbeiter entwickelt, das International Forum for Education 2020, das neue Paradigmen für die Zukunft fördern soll.

## Filmografie (Auswahl)

### Schauspieler
- 1978: Treibjagd auf Liebeshexen (Hell hole)
- 1984: Working Girls
- 1984: Baby Tsina
- 1985: Sloane – Die Gewalt im Nacken (Sloane)
- 1985: Die 9 Leben der Ninja (Nine Deaths of the Ninja)
- 1986: Palimos ng pag-ibig
- 1986: H.A.R.T – Spezialeinheit 500 (Opposing Force)
- 1987: Kid, huwag kang susuko

### Produzent
- 1984: Alley Cat
- 1987: Boone – Ein Schurke unter Schurken (Sweet Revenge)
- 1987: Kommando Tigershark (Tigershark)